# هوارد وليامز
هوارد وليامز (بالإنجليزية: Howard Williams)‏ هو موزع بريطاني، ولد في 25 أبريل 1947.

## وصلات خارجية
- هوارد وليامز على موقع ميوزك برينز (الإنجليزية)
- هوارد وليامز على موقع ديسكوغز (الإنجليزية)